# Château de Ménil-Hubert-en-Exmes
Le château de Ménil-Hubert-en-Exmes est une demeure du XVIIIe siècle qui se dresse sur le territoire de la commune française du Ménil-Hubert-en-Exmes, dans le département de l'Orne, en région Normandie. L'édifice est partiellement inscrit au titre des monuments historiques.

## Localisation
Le château est situé sur la commune du Ménil-Hubert-en-Exmes, dans le département de l'Orne, à 23 km à l'est d'Argentan.

## Historique
Au XVe siècle, la seigneurie du Ménil-Hubert qui est un  plein fief appartient à la famille des La Palu.
En 1800, il sert de repère aux chouans augerons.
À la mort en 1823 de Charles de La Palu, dernier du nom, le château est acquis par Augustin René pinson de Valpinçon, négociant en toile.
Le peintre Edgar Degas y est accueilli pendant 30 ans, cependant une autre source évoque un accueil au château du peintre entre 1859 et 1870. Il y élabore des portraits ainsi qu'une toile représentant sa chambre, située au premier étage de l'édifice.
Plusieurs propriétaires se succèdent dans l'histoire la plus récente et l'édifice est mis en vente en 2013.

## Description
L'édifice, typique de l'époque de Louis XVI est daté de 1780 et fut construit par l'un des Le Palu, alors seigneur du lieu.
Le parc, vaste de 80 ha ou de un ha[Combien ?] selon une autre source, est dû à la période durant laquelle les Valpinçon ont possédé le domaine qui comporte en outre une futaie et un potager. Les éléments hydrauliques sont remarquables avec un lac artificiel et un bassin destiné aux loisirs, dénommé « la poire ».
Le domaine est parsemé d'édifices secondaires datés surtout du XIXe siècle : une scierie, un lavoir restauré, les écuries, la charretterie, les maisons du gardien et du régisseur. Tous ces édifices témoignent d'une économie du domaine tournée vers l'autarcie. L'atelier d'Edgar Degas existe toujours également.

## Protection
Les façades et les toitures du logis ; les façades et les toitures de l'ensemble des bâtiments composant le domaine, à l'exception de l'écurie nord et du lavoir ; le parc avec son parterre composé et l'ensemble de ses aménagements hydrauliques sont inscrits au titre des monuments historiques par arrêté du 3 décembre 2010.